# 国立网球场现代美术馆

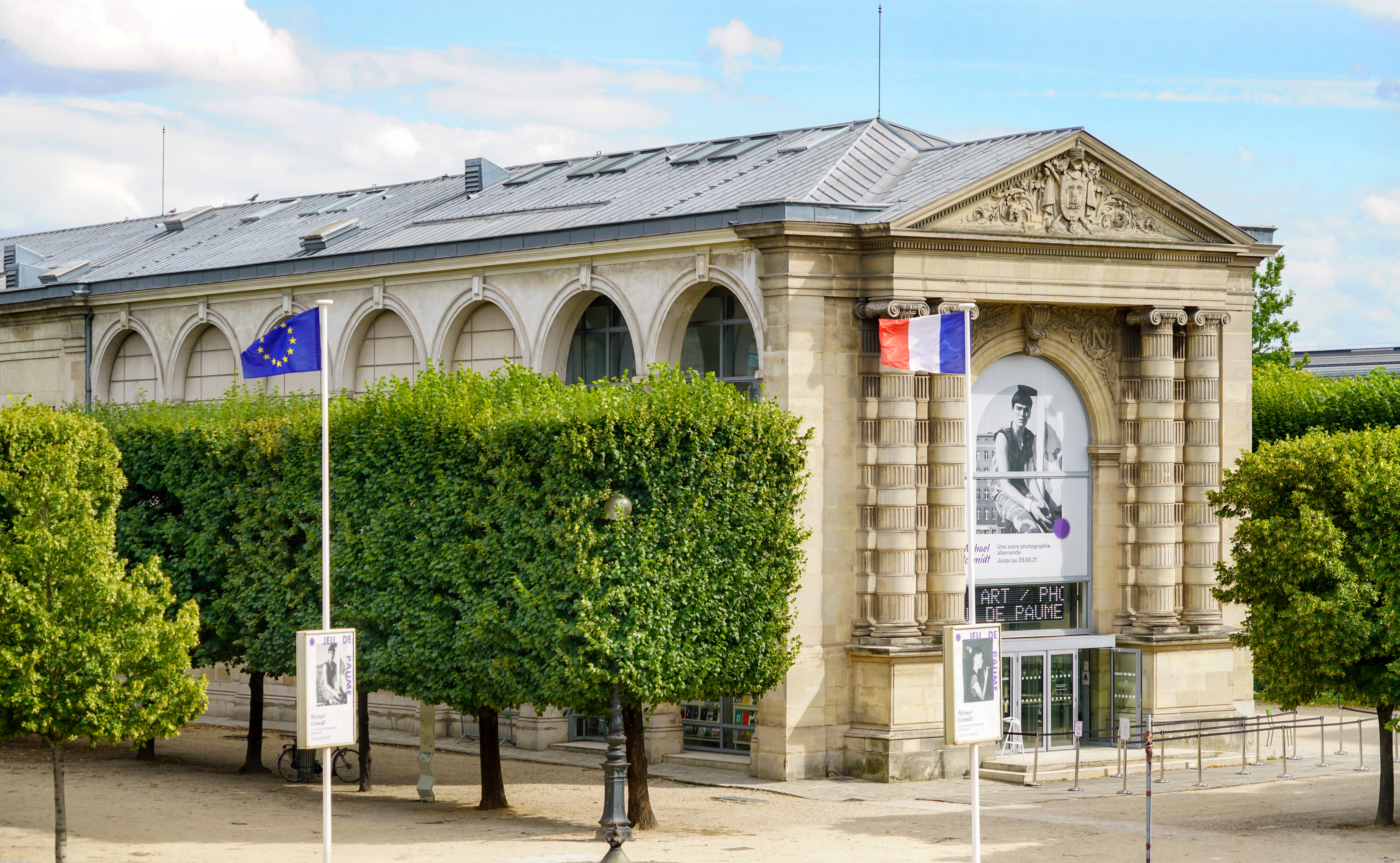
国立网球场现代美术馆

国立网球场现代美术馆（Galerie nationale du Jeu de Paume）是巴黎的一座现代美术馆，位于杜伊勒里花園西北角，兴建于1861年拿破仑三世统治时期，最初作为室内网球场地（jeu de paume）。1940-1944年用来收藏纳粹在法国掠夺的犹太人的文化财富。纳粹将其中一部分艺术品送往林茨的Fuehrermuseum，而将看为没有价值的现代艺术品，所谓“退化艺术”（degenerate art）在国际艺术市场出售，未能出售的艺术品（包括巴勃罗·毕卡索和萨尔瓦多·达利的作品）于1942年7月27日夜晚在网球场美术馆的空地烧毁。
1986年以前，这里收藏有许多重要的印象派作品，现在收藏在奥赛博物馆。  